# Разживин (овраг)
Разживин — овраг в Воскресенском районе Саратовской области России, примыкает к левому берегу реки Терешка в 13 км от её устья. По оврагу протекает водоток длиной 12 км и площадью бассейна 86 км².
В низовье на левой стороне оврага находится село Полдомасово.

## Данные водного реестра
По данным государственного водного реестра России является водотоком и относится к Нижневолжскому бассейновому округу, водохозяйственный участок реки — Волга от Саратовского гидроузла до Волгоградского гидроузла, без рек Большой Иргиз, Большой Караман, Терешка, Еруслан, Торгун. Речной бассейн реки — Волга от верхнего Куйбышевского водохранилища до впадения в Каспий.
Код водного объекта в государственном водном реестре — 11010002212112100010787.